# 構図
視覚芸術における構図（、英: composition）は、画面における視覚要素の構成である。コンポジションともいう。 

## 概要
1枚の絵（あるいは画面）を「物体とその配置」として捉えたときの「配置」に相当する概念が構図であり、構図は視覚要素の構造・構成ともいえる（⇒ #定義）。
構図は個別具体的な物体/モチーフとその配置ではなく、モチーフの実体・種類を超えて、抽象化した「要素」の配置を扱う。その抽象化された要素もいくつかの分類ができ、線・面・余白（およびそれらの色/明度/テクスチャ）などが挙げられる。
たとえば、実物としては無関係のものでも、画面上で明度が低い面（暗い面）の集まりが構図上のひとつの要素群として扱われることや、明度の高い面（明るい面）がひとつの要素群として扱われることがある。また例えば「一筆で描かれた実線」「光の帯」「一列にならぶ人々」「色面境界」などが構図上の"線要素"として抽象化される。このように抽象化された要素を用いて、作品の画面に作り出される構造が構図である。
構図には、主題を明確化する効果や、構成する要素や空間の、配置バランスを整える効果がある。作品の印象を変える働き（機能）をもち、制作者がその印象をデザインしやすくする、という意義がある（⇒ #機能と意義）。
名作の優れた構図を抽出し、類型化して利用する試みがなされてきた（⇒ #種類）。また、そもそもある構図がどうして特定の印象を生むのか、細かく分解して理解する努力もなされてきた（⇒ #機能が生じる原理）、
抽象絵画では、そもそも描かれる具体物を持たず、最初から構図こそが最重要として、新しい構図を開拓するために描かれる作品もある。
映像作品の場合
映像作品（映画作品、テレビドラマやテレビドキュメンタリーなど。あるいは、近年の動画作品）においても、映像制作者が映像を通じて視聴者に与えたい印象などの意図を踏まえて、画面に映す物や範囲を決定する要素であり、映像作品を制作する上で、非常に重要な要素である
。
特に構図について解説される具体的作品の例については、当項目の末尾で解説する（⇒ #具体的作品の例）。

## 定義
構図に類する概念は様々な美術家・研究者により提唱されてきた。
アルベルティは「輪郭」「光の分布」に続く絵画の第3要素として構図を以下のように定義した：
ロジェ・ド・ピールは以下のように説明した：
大まかには、1枚の絵を「物体とその配置」として捉えたときの「配置」に相当する概念が構図である。

### 関連語

#### レイアウト
レイアウトは構図と関連する別の概念である。レイアウトは「何をどう配置するか」という概念であり、モチーフの実体・種類を扱わず「どう配置するか」のみを扱う構図とは異なる。そのため「同じ構図で異なる主題を扱う2つのレイアウト」「同じ主題で異なる構図を採用した2つのレイアウト」といった状況がありうる。後者の例として聖ゲオルギオスと竜を主題とした異なるレイアウトの作品が多くある。

## 機能と意義
構図には様々な機能がある。
ひとつは、画面に描かれた対象、その中の特定の対象に視線を集めて、見る人の心に印象を残すことである。
作品の印象を変える働きをもち、制作者がその印象をデザインしやすくする意義がある。
物体の描き方（形や色）が絵の印象を左右するのと同様に、構図の取り方も絵の印象を左右する。最終的な絵の印象は物体と構図の相互作用によって決定されるが、物体に依らない構図そのものが大枠の印象をもたらす働きをしている（⇒ #印象の原則）。作者がデザインしていなかったとしても作品の印象を左右している構図を見出だせることが多い。ヨーロッパで描かれた物語のパネルや、極東のローラーで描かれたパネルの場合でも絵の構図の概念は絵のように、一度にとらえることができ、システィーナ礼拝堂、 ミケランジェロやモネの睡蓮のオランジュリーといった、みため構造が非常に難あるものも適用できる。
制作意図を正しく反映した構図を取ることで作品の主題が適切に鑑賞者へ伝わる。ゆえに、構図の理解は絵のデザインを容易にする意義がある。さらに、名画に頻出する構図を抽出することでデザイン技法として有用になる（⇒ #技法）。

## 種類
構図の理解は絵のデザインを容易にする（⇒ #働きと意義）。そのため複数の名作に共通して見出だされる優れた構図を抽出し、新たな作品を描く際に活用できる技法とする試みがなされてきた。

### 三角構図
三角構図（）は要素が三角形状に配置された構図である。

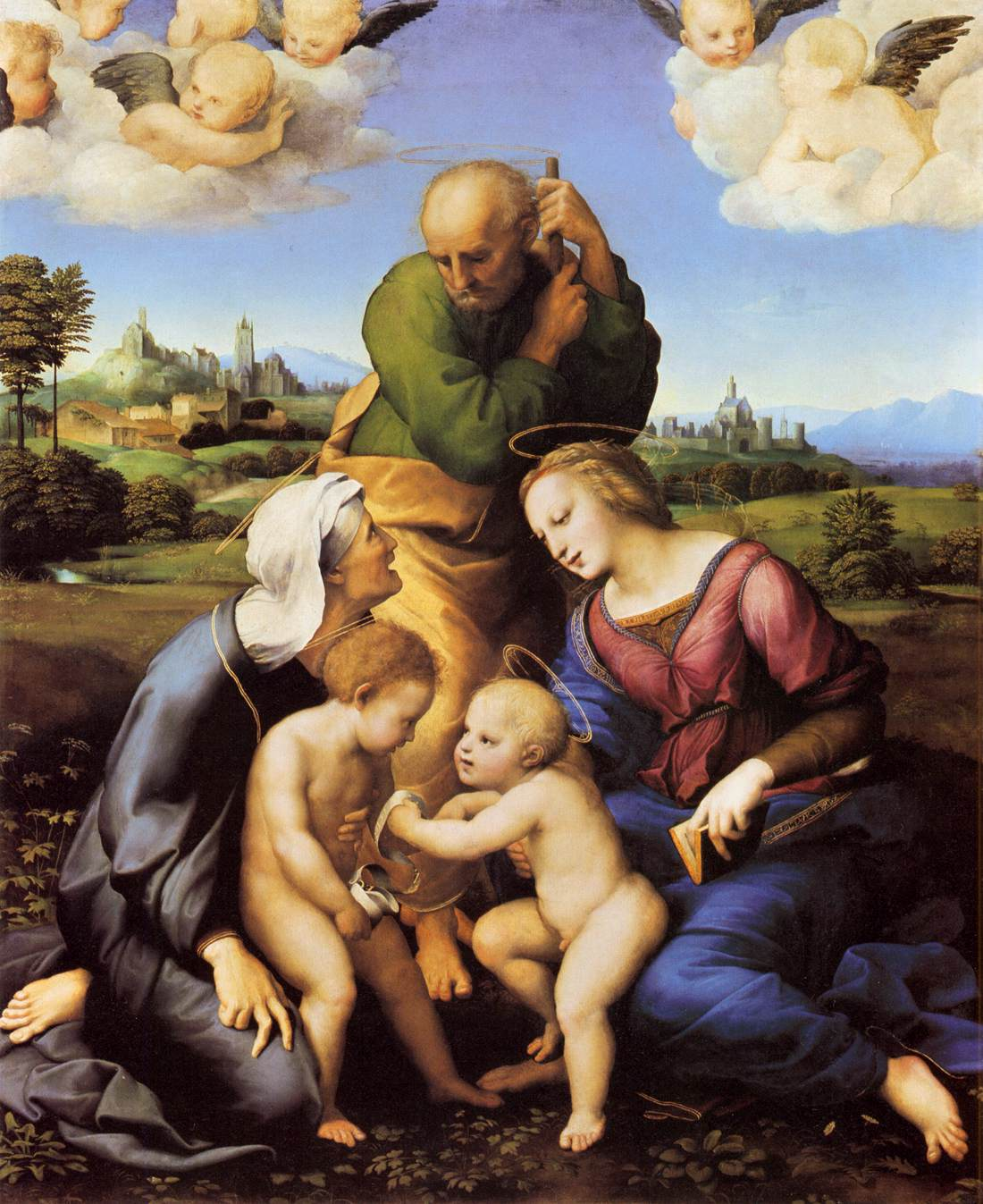
三角構図。ラファエロの『カニジャーニの聖家族』。人物が三角形状に配置されている。しかも、二等辺三角形である。

三角構図は要素間の相対的な位置関係に関する構図の一種であり、要素が三角形状に配置される。
底辺が下に来る三角形状の三角構図は安定感や重厚感を与えるとされる。
- ラファエロ『聖母子と幼児聖ヨハネ』。三角構図。ただし、すこし変形した3角形である。[17]

### 額縁構図
額縁構図（）は、額縁構図は要素間の相対的な位置関係に関する構図の一種であり、要素が額縁のように囲い状に配置される。

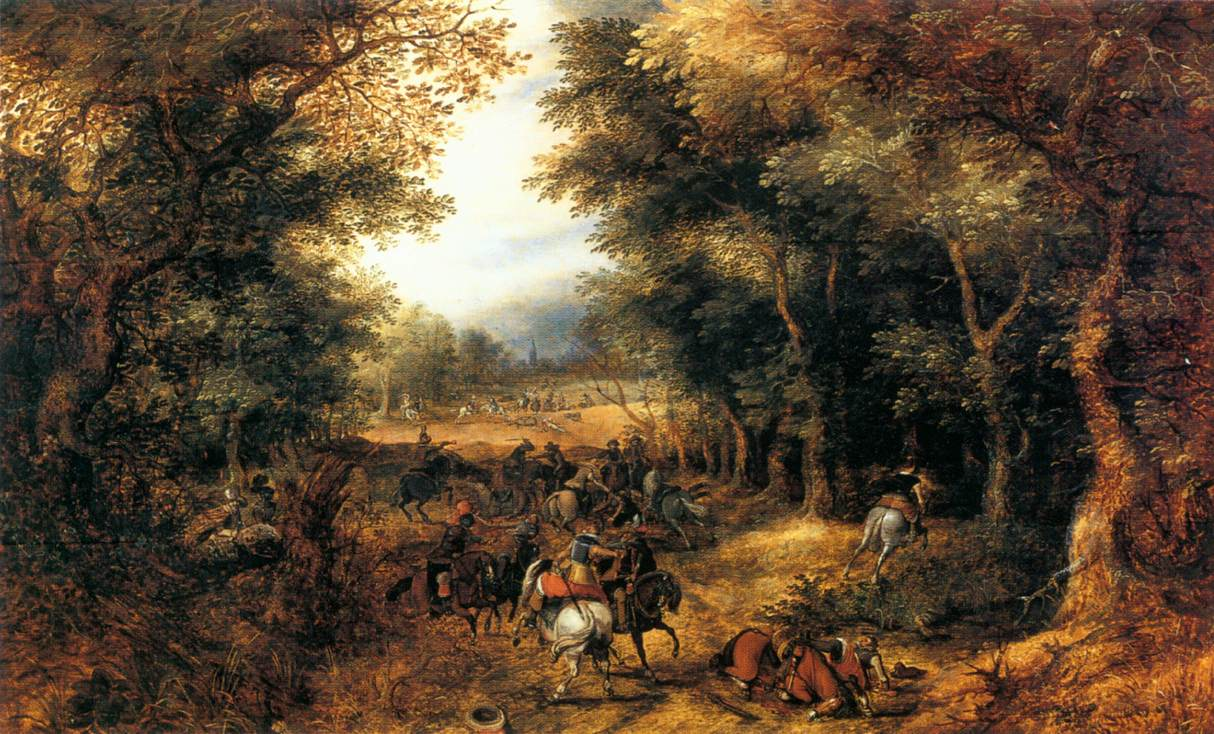
額縁構図。ダーフィット・フィンクボーンス　Forest Scene with Robbery（盗人のいる森の風景）。画面周囲に配置された暗い樹木が額縁として機能し、視線が画面中央の、森の先にある、明るい場所に導かれる。

主題の周囲に、他の要素を囲むように配置することで、視線を中央へと誘導し、中央に配置された主役を引き立てる効果を持っている。トンネル構図（）とも。その囲いの中に主題が配置されることが多い。
3次元空間をえがく額縁構図は重なりにより奥行き感も与える（⇒ #重なりによる奥行き感）。
なお囲いの形状は、トンネルのように周囲を囲む形状が多いが、なかには画面の左右両端だけを挟んだサンドイッチ状の場合もある（その場合はサンドイッチ構図（）と呼び、トンネル状とは区別することもある）。

### 対角構図
対角構図（）は要素が画面を斜めによぎるように配置された構図である。対角線構図（）とも。

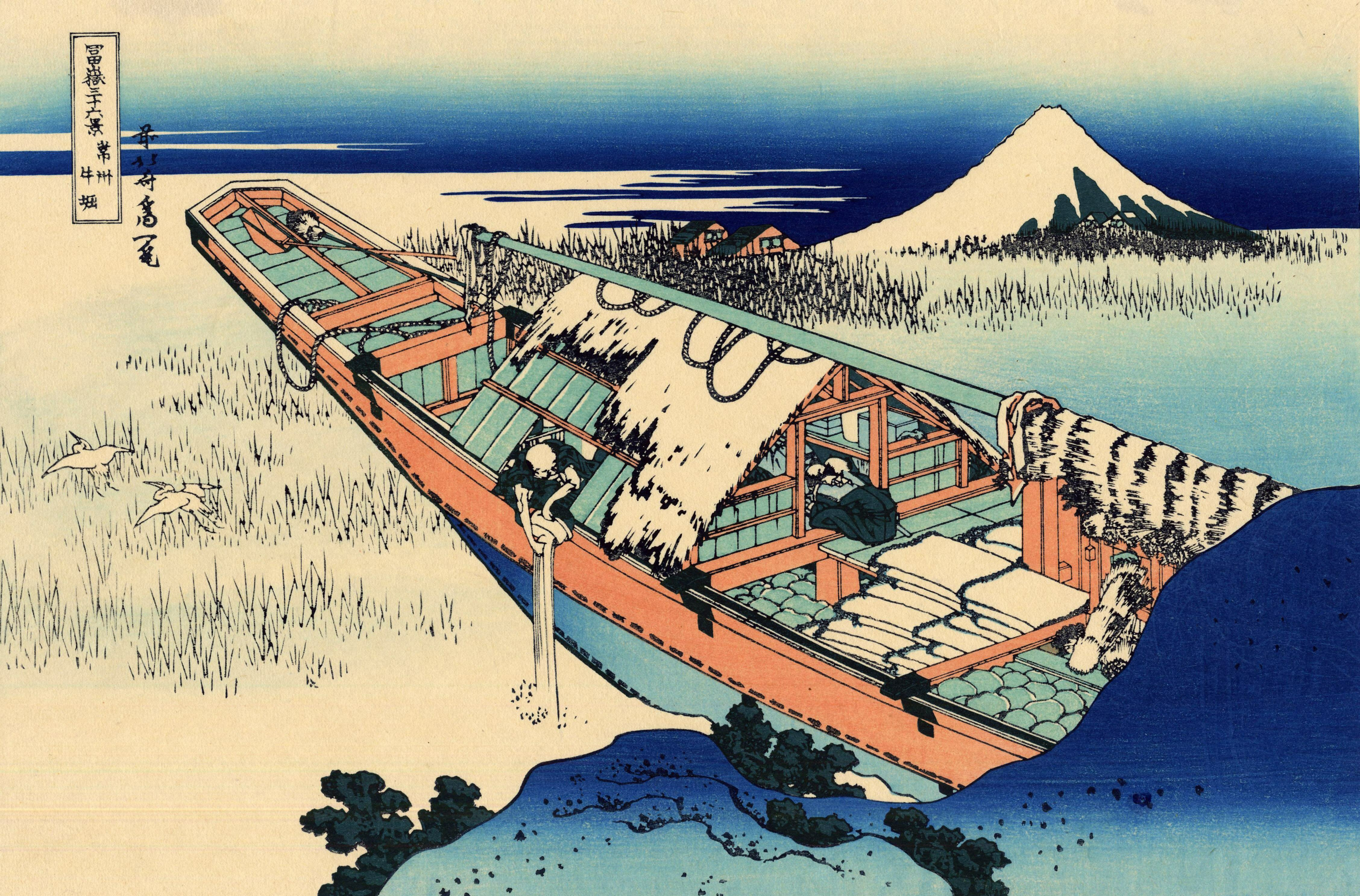
『常州牛堀』（対角構図）

対角構図は要素間の相対的な位置関係に関する構図の一種であり、同時に画面全体/フレームに対する要素配置を扱う構図の一種でもある。対角構図では要素が線状に並び、この線が画面を斜めによぎるよう配置される。
対角構図は斜めの線要素がリーディングラインとして視線を誘導し、視線を画面の隅から隅へ大きく移動させる働きを持つ。また、奥行きあるレイアウトにおける対角構図は奥行き感を与えるとされる。

### 曲線構図
曲線構図（）は要素が曲線状に配置された構図である。S字構図（）、C字構図（）とも。

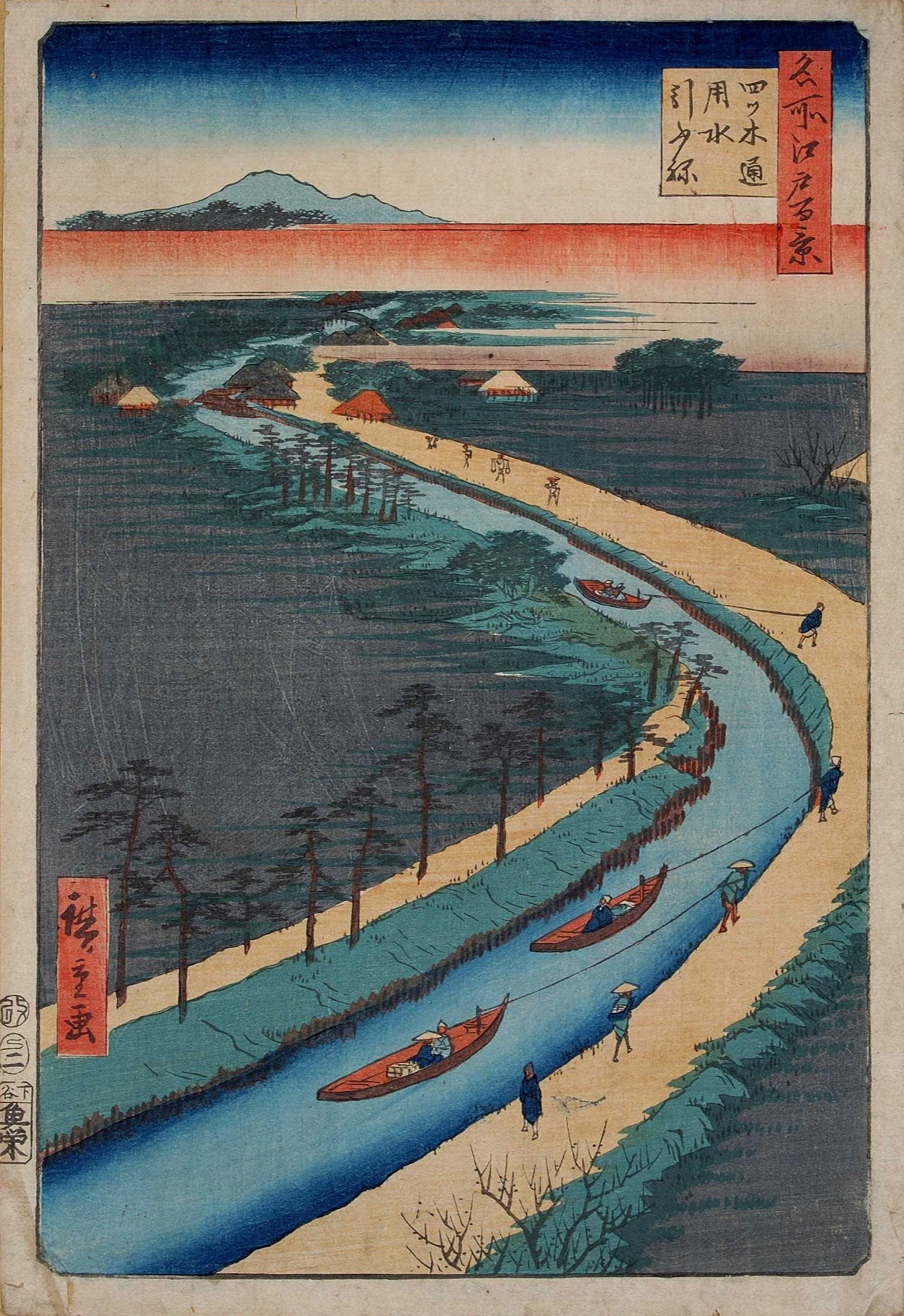
『四ツ木通用水引ふね』（曲線構図）

曲線構図は要素間の相対的な位置関係に関する構図の一種であり、要素が曲線をえがいて配置される。曲線の形状はS字やC字など様々である。
曲線構図は曲線要素がリーディングラインとして視線を誘導し、視線を画面内で大きく移動させる働きを持つ。また、奥行きあるレイアウトにおける曲線構図は奥行き感を与えるとされる。線自体に印象があるという立場からは、曲線構図は柔らかさや滑らかさを与えるといえる。

### センタード・コンポジション

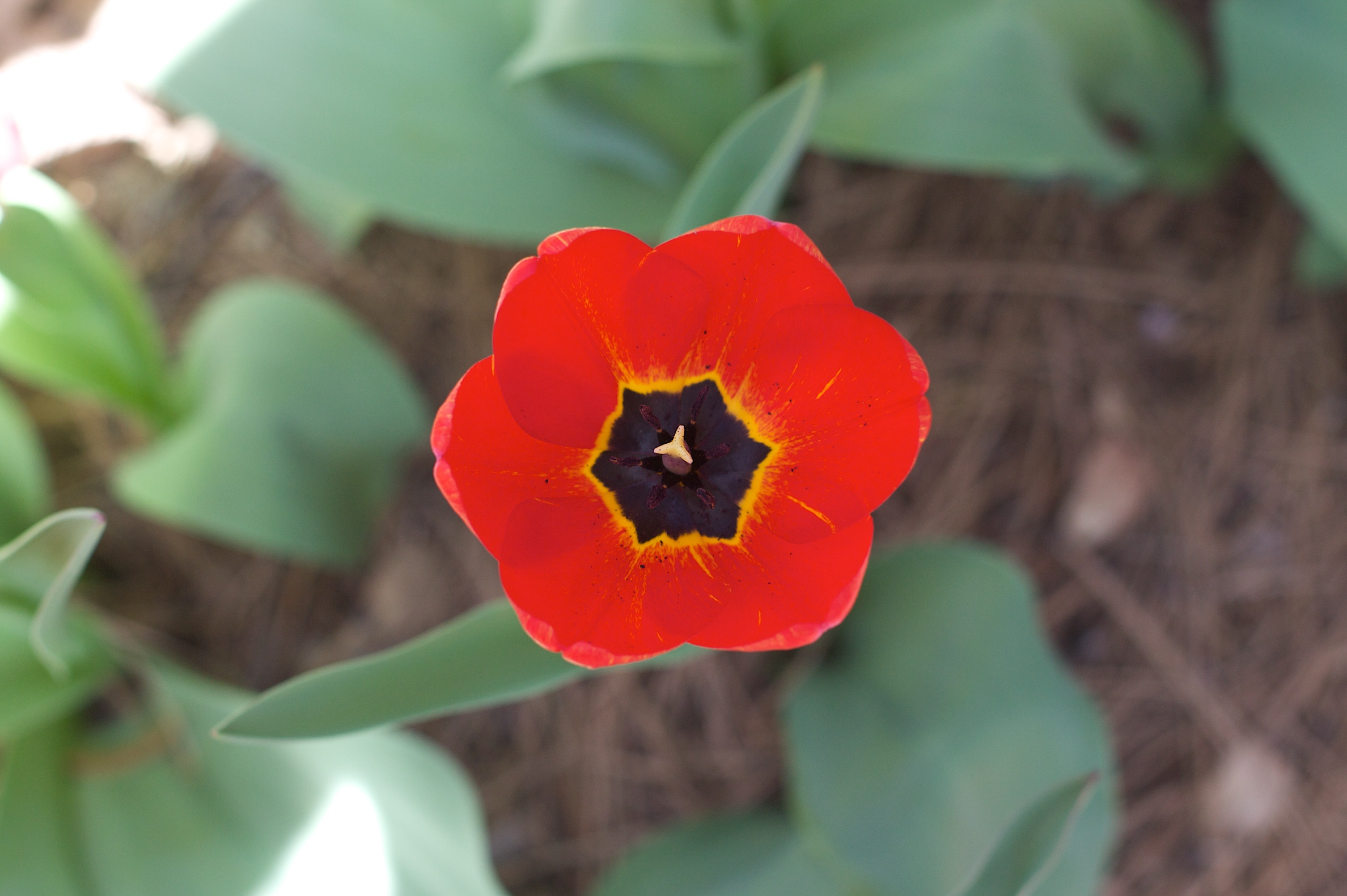
センタード・コンポジションの花の写真

センタード・コンポジション（英: centered composition）は画面中央に主題を配置する構図である。
日本では日の丸構図（）とも。
日の丸構図は、グリッドではなく中心一点に視覚要素を配置する構図である。
日の丸構図は視線を誘導せず中心に留め、主題の印象を強調する働きを持つとされる。
余白が周囲へ均等に分配されるため、リードルームレイアウトとは馴染まない。

### 放射状構図
放射状構図（）は要素が放射状に配置された構図である。放射構図（）、放射線構図（）とも。
放射状構図は要素間の相対的な位置関係に関する構図の一種であり、収束領域から周辺に向かって広がるように要素群が配置される。広がりは外へ伸びる線要素、外へ伸びる面要素、外周方向へ線状に配置された複数の小さい要素など、様々な形で表現される。
放射状構図はリーディングラインの効果により視線を収束領域へ集める。また周囲の広がりを強調する働きを持つ。奥行きあるレイアウトにおける放射状構図では線遠近法により奥行き感を与える。

## 構図に関わる技法
構図をコントロールするための様々な技法が考案されている。

### グリッド配置
まず画面全体を等分割する仮想的なグリッド（格子）を置き、その各グリッドに視覚要素を配置してゆく手法群がある。要素間の相対的な位置関係は直接規定されないが、グリッド制約により要素間の関係性が縛られ、要素の配置が無秩序になってしまう事態を防ぐことができる。

#### 三分割法

夕暮れ時の湖（三分割法）

三分割法は画面全体を縦横三分割する仮想的なライン上に視覚要素を配置する構図技法である。
三分割法は要素間の相対的な位置関係ではなく、画面全体/フレームに対する要素の配置を扱う。三分割法は等距離の要素配置により安定したバランス感を与える（⇒ #周辺等距離配置によるバランス感）。
リードルームレイアウトと組み合わせやすく、その場合は視線誘導やダイナミックさを与えやすい（⇒ #視線誘導による多様な印象）。

#### 二分割法
二分割法（）は画面全体を縦横二分割する仮想的なライン上に視覚要素を配置する構図技法である。
二分割法は画面全体を縦・横それぞれ二分割する仮想的なラインを引き、このライン上に視覚要素を配置する構図技法である。モノでなく線要素が仮想ライン上に配置される場合も多い。要素間の相対的な位置関係ではなく、画面全体/フレームに対する要素の配置を扱う。
二分割法は安定したバランス感あるいは対比感覚を与えるとされる。

### その他の技法
- リードルーム

- 小さくてコントラストの高い要素は、大きくて鈍い要素と同じぐらい効果がある
- 詳細な領域と休息領域を使用する（細部と細部の欠如の対比する）と、どこを見ればよいかを確認するのに役立つ
- オッズの原則（、英: rule of odds）: 被写体の数は偶数個より奇数個が興味深い

## 機能が生じる原理
構図が持つ機能、あるいは構図を見た際に人が感じる印象、あるいは特定の構図を見た際に感じられる美などが、そもそもいかなる原理で生じているのか解き明かすために、構図と印象の関係性・原則を、細かく分解して理解しようとする努力が長年なされてきた。
構図、すなわち特定の配置パターンとそれが生む印象の関係性・原則を下で解説する。
なお、レイアウトのレベルでも関係性・原則が見出される。

### 水平による安定感
要素による水平は安定感を生む。

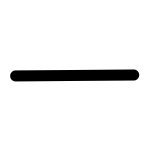
水平の線

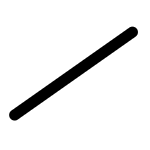
斜めの線

ヒトは重力方向を知覚でき、視覚的には斜めの線より水平の線の存在に敏感である。これは平衡感覚の基準となる安定した水平を見つけやすくするヒトの本能である。これに対応して、直線が水平に配置されているときヒトは安定感を感じる。これは構図のレベルで成立する、すなわち要素による水平は安定感を生む。逆に水平がないことは不安定感・ダイナミック感を生む。
この原則は様々な構図技法に通底している。三分割法などのグリッド構図では横方向の線要素が水平のグリッド上に配置されるため、これで横方向の線要素を含んだ三分割法や二分割法の安定感を説明できる。対角構図では主要素が斜め（=非水平）に配置されるため、これで対角構図のダイナミック感を説明できる。

### 周辺等距離配置によるバランス感
A: 遮蔽なし複数の要素が配置される構図において、どの要素も画面中心から同じだけ離れていると「バランスの良さ」が生じる。
この原則はヒューリスティックとして見出されたが、様々な構図技法に通底している。シンメトリー構図では画面中心を通る対称線を境として等距離に似た要素が置かれているため、これでシンメトリー構図のバランスの良さを説明できる。三分割法（特に交点配置）構図ではグリッド制約によりどの要素も画面中心から大体同じだけ離れているため、これで三分割法のバランスの良さを説明できる。

### 重なりによる奥行き感
要素の重なりは奥行き感を生む。

A: 遮蔽なし

B: 遮蔽あり

要素が別の要素によって隠れることを遮蔽（オクルージョン）という。手前の要素が奥の要素によって部分的に遮蔽されている（=画面上で重なる/重畳する）とヒトは重畳遠近法の効果により奥行きを感じる。これは構図のレベルで成立する（図A・B参照）。逆に要素の重畳がないことは平面性/平面感を生む。
この原則は様々な構図技法に通底している。3次元空間をえがく額縁構図の奥行き感は額縁中心からみえる要素が額縁要素により部分的に遮蔽されることで生まれる。3次元空間をえがく曲線構図では曲線の両縁に置かれた要素が曲線と遮蔽しあい、自然な奥行き感を生む。

### 視線誘導による多様な印象
構図は鑑賞者の視線を誘導する効果をもち、多様な印象を生む。
人は視覚芸術を見て鑑賞するため、作品を見る目線の動き・経路は作品の印象へ影響する。構図にはこの視線を誘導する働きがある。作品意図に合わせた視線誘導がなされるよう構図をデザインすれば意図が伝わりやすくなり、逆にデザインしていない部分の構図が予期せぬ視線誘導を起こして意図を伝わりづらくする場合もある。視線誘導がもたらす印象には様々な意見がある。一例として、視線が画面を飛び出さずかつ画面全体をスムーズになぞることが魅力的という印象に重要という立場がある。
なお、視線誘導の効果は鑑賞者の経験に依存する。美術教育を受けた鑑賞者は視線を動かし続け絵全体を見る傾向なのに対し、そうでない人は顔や高輝度領域など特定の目立つ部分に視線を向け続ける傾向がある。

#### リーディングライン

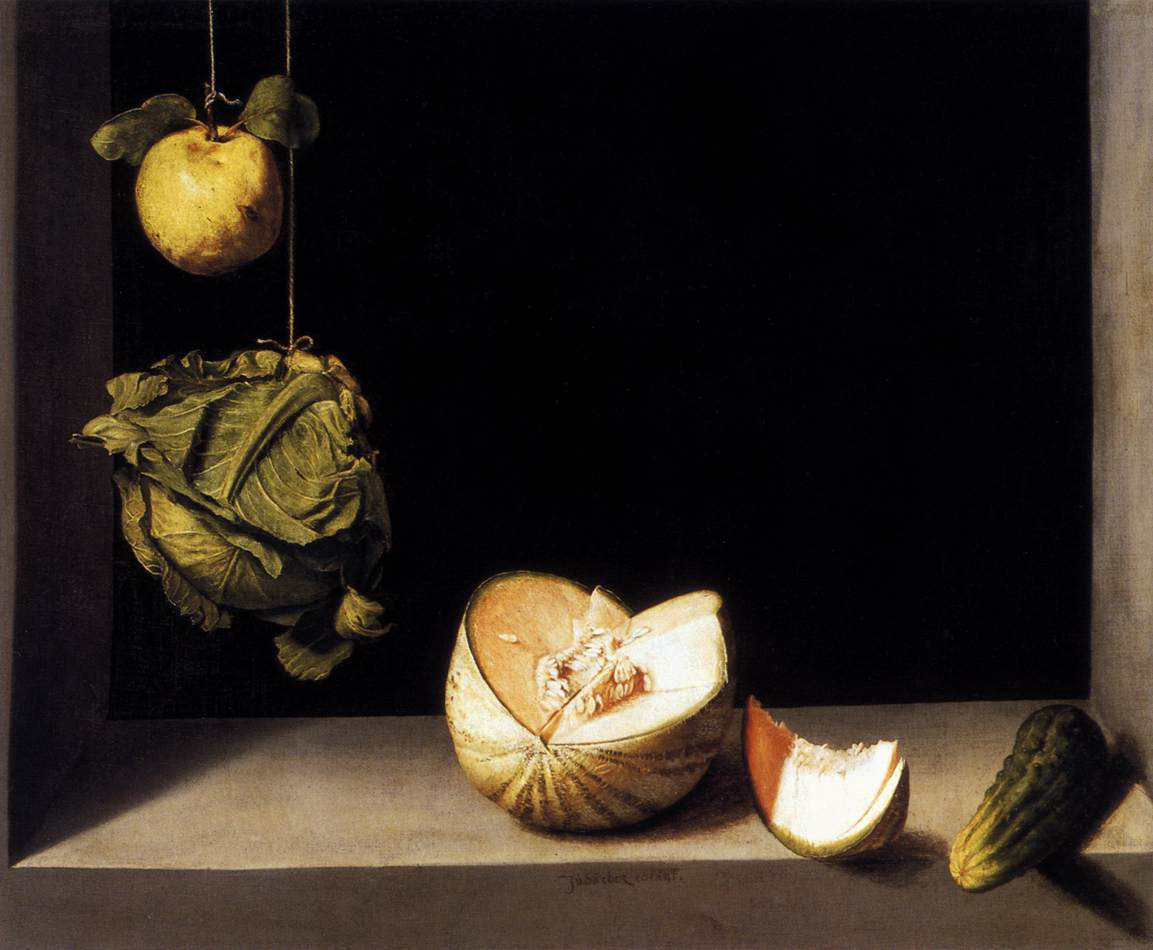
『マルメロの実、キャベツ、メロン、胡瓜』

リーディングライン（英: leading line）は視線を誘導する構図上の線である。
構図上の線には視線を誘導する効果があり、この効果を発揮している線をリーディングラインという。リーディングラインの視線誘導効果はヒトの本能に由来していると考えられる。リーディングラインを用いることで視線経路を誘導したり特定の箇所へ視線を集中させたりできる。線は直線の場合も曲線の場合もある。

### パターンによるリズム感
要素の繰り返し（パターン）はリズムを生む。

#### パターン逸脱による違和感
パターンのなかに部分的な逸脱があるとそこへ視線が誘導され、違和感・緊張感・不安感などを生む。

### その他の原則
要素が画面を占める大きさはそれ自体が特有の印象を生む。また構図は動きの印象・躍動感を生む。さらに、線の方向それ自体が特定の印象を生むという主張が存在する。一例として「曲線 - 柔らかさ、滑らかさ」「横 - 落ち着き、静けさ、空間」「垂直 - 高さと壮大さ」「斜め - 動き、緊張」「まっすぐな左の線 - 愛情」  などがある。

## 歴史
絵画が視点の概念を採用するとき、絵の構成はルネサンスからヨーロッパの芸術において特に重要性を獲得した。

## 具体的作品の例
絵画解説において、特に構図に重きを置いて解説される絵画作品、あるいは作品群がある。
以下はWikipediaにて構図解説がなされている作品の一例である：
- 『メデューズ号の筏』#構図

ラザロの育成
これらの絵はすべて「ラザロの育成」という同じ主題、そして本質的に同じ人物を描いているが、構図が非常に異なっている。これらを見て印象を味わってみると、構図の持つ機能や効果がよく理解できるはずである。

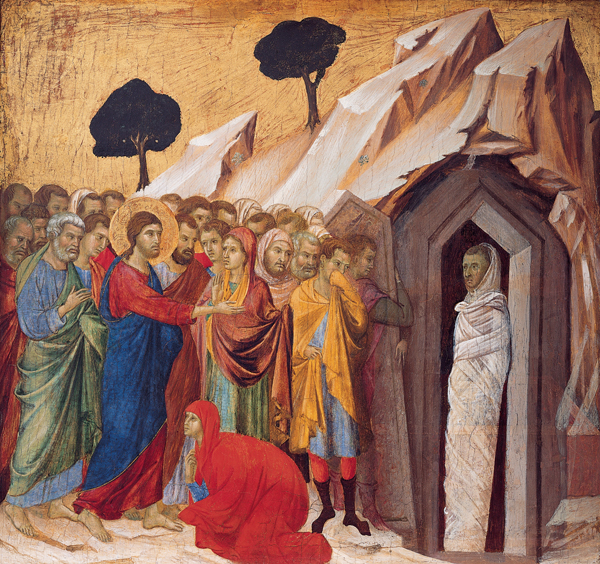
ドゥッチョ、1310–11
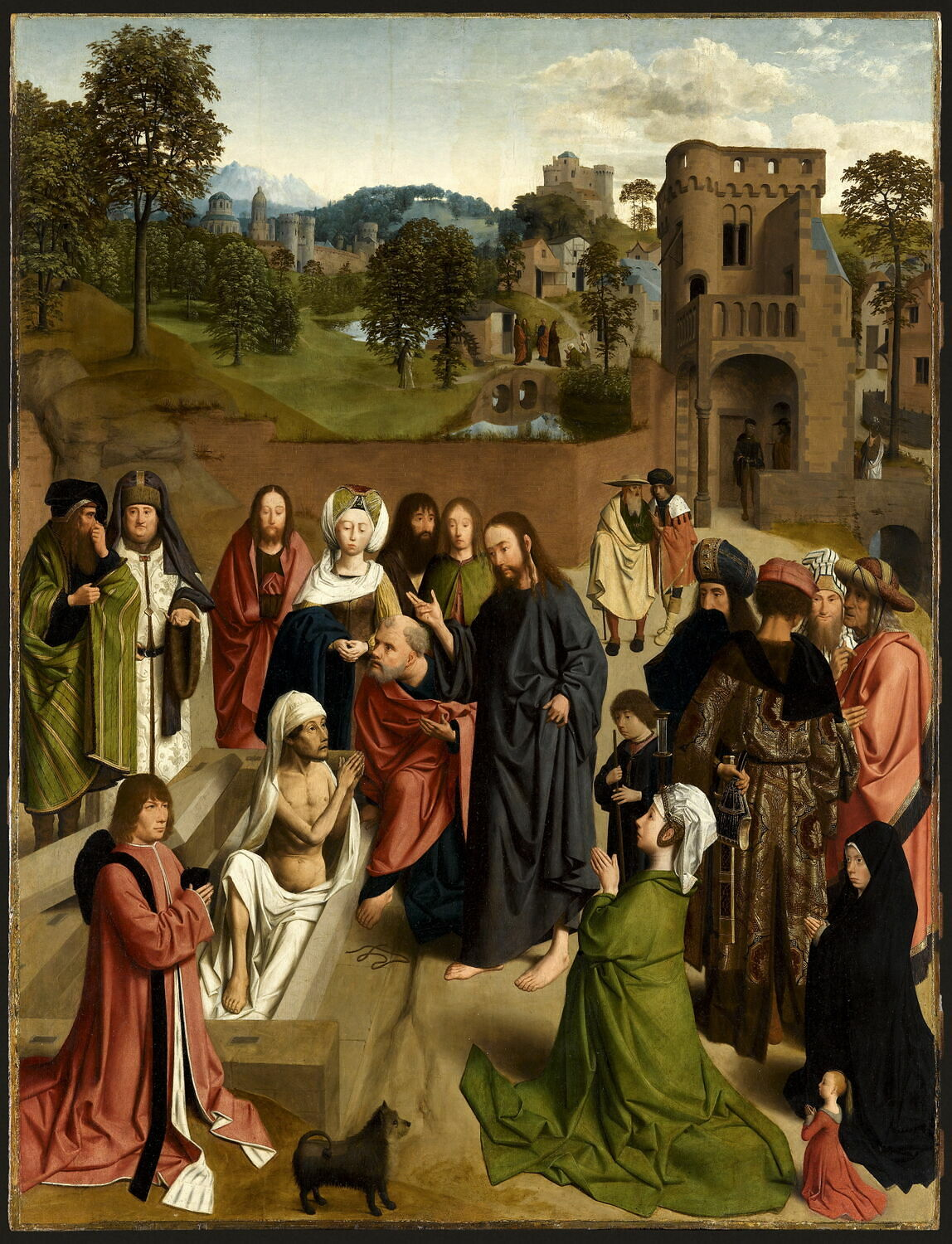
ヘールトヘン・トット・シント・ヤンス、1480年代
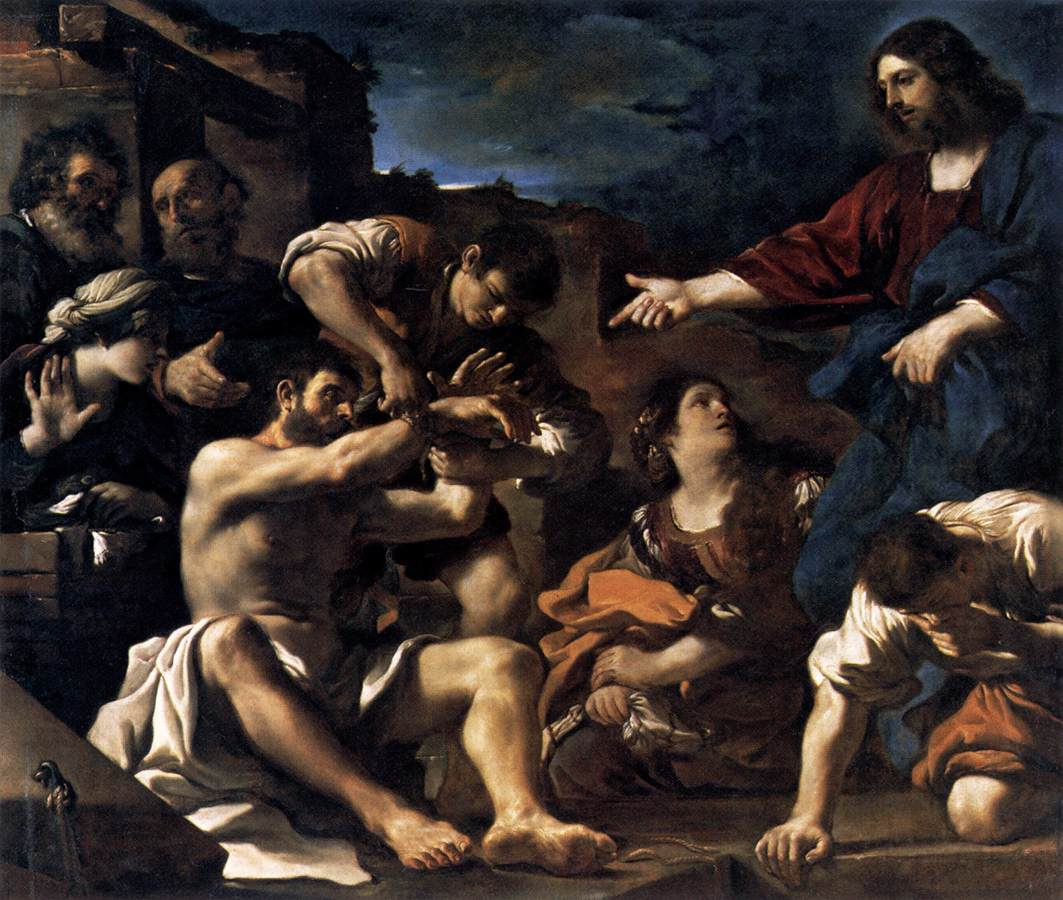
グエルチーノ、ｃ。1619年
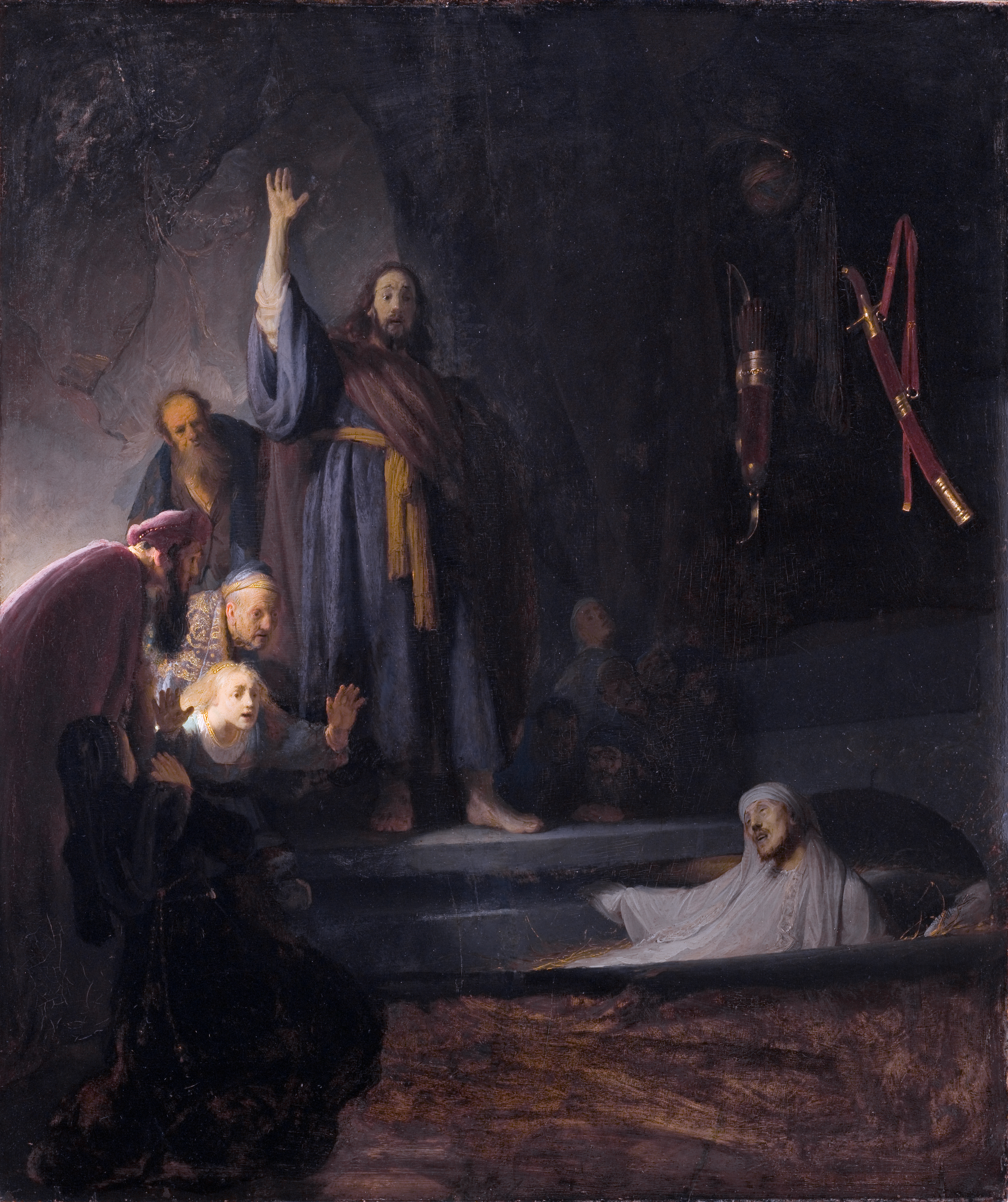
レンブラント、ｃ。1630年

### 抽象絵画の構図の例
- ピート・モンドリアン『赤、青、黄のコンポジション（英語版）』
- ピート・モンドリアン, Composition in Blue, Yellow and White
- ピート・モンドリアン, Composition with double lines and white and blue

- Juan Gris（1918年）, Abstract Composition
- Basile Morin（2003年）、Oeuvre pour salon（サロン向け作品）